# Крааль

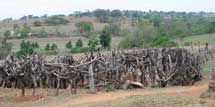
Южноафриканский крааль для рогатого скота (фото сделано Ричардом Джонсом)

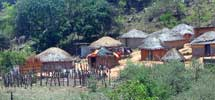
Южноафриканский крааль с загоном для рогатого скота на переднем плане (фото сделано Ричардом Джонсом)

Крааль (африк. kraal, от порт. curral) — тип поселения у скотоводческих народов Южной и Восточной Африки — кольцевой планировки, обычно укреплённое изгородью, в центре — загон для скота. Эквивалент в Центральной и Восточной Африке — бома.
У народностей банту крааль также представляет собой отдельное домохозяйство или поселение; является наименьшей единицей в традиционной социальной организации и состоит из главы семьи, его жены или жен, детей и других родственников, живущих в том же краале.
Банту имеют патриархальное общественное устройство. Старший сын следует за отцом как следующий глава семьи.
Отдельные домохозяйства (краали) объединяются в территориально-родовые общины. В ходе европейской колонизации и перехода африканцев к оседлому образу жизни группы краалей составили основу современных деревенских поселений. Во главе каждой общины стояли родовые старейшины, совмещавшие административные, судебные и религиозные функции.
Совокупность территориально-родовых общин составляли вождество во главе c вождём. Резиденция вождя, как правило, располагается в центральном поселении, которое одновременно является и самым большим.